# Lena Andersson (författare)
Lena Margareta Andersson, född 18 april 1970 i Kungsholms församling, Stockholm, är en svensk författare och skribent. Hon har varit verksam som bland annat kolumnist i Svenska Dagbladet, programvärd i Sveriges Radio P1:s Allvarligt talat och krönikör i både Dagens Nyheter och tidskriften Fokus. 2013 tilldelades hon Augustpriset för romanen Egenmäktigt förfarande.

## Uppväxt

### Familjebakgrund
Lena Andersson föddes 1970 i Stockholm som andra barnet till slöjdläraren Bengt Ragnar Andersson från Matteus församling och kontoristen Margareta Öberg Andersson från Piteå landsförsamling. Hon växte upp i stadsdelen Tensta och bodde där fram till 1986.
Lena Andersson bor tillsammans med sambon Björn Linnell i Tensta (2017).

### Utbildning
Hon studerade vid skidgymnasiet i Torsby i Värmland, då hon också tävlade inom längdskidåkning. Hon har en filosofie kandidatexamen i engelska, tyska och statsvetenskap från Stockholms universitet.

## Författarskap
År 2008 tilldelades Lena Andersson Sven O. Bergkvist-stipendiet som utdelas till minne av denne författare såsom den siste av bohemerna i det gamla Klara. Priset utdelas av Sollentuna Skönlitterära Författarsällskap och bekostas av ABF Sollentuna-Nordost-Solna. År 2011 fick hon priset Årets republikan av Republikanska föreningen. Lena Andersson sade att det hon själv ansåg vara det viktigaste hon skrivit i frågan var ledaren Regenten som foster. Den 28 december 2011 var hon programvärd för Vinter i P1. 
I samband med utgivningen av hennes textsamling 2022 svarade hon på frågan om vilken av hennes texter i den som man ska läsa. Hon hänvisade då bland annat till texten "Förändra samhället – inte människan" i Kvartal, samt de artiklar om våldtäkt och våldtäktslagstiftning som hon skrev i samband med metoo.

### Egenmäktigt förfarande(2013)
År 2013 tilldelades Lena Andersson Augustpriset i kategorin skönlitteratur för boken Egenmäktigt förfarande: en roman om kärlek. Samma år tilldelades hon även Publicistklubbens Guldpenna. Hon promoverades till filosofie hedersdoktor vid Linnéuniversitetet 2016. 2015 hade hennes bok sålts till 17 länder och hon uppmärksammades i utländska tidningar. Bland dem brittiska The Guardian.

## Radiomedverkan
Lena Andersson har varit värd för programmet Sommar i Sveriges Radio fyra gånger: 9 juli 2000, 16 juni 2002, 9 juli 2005 och 22 juni 2008. År 2005, när hennes program handlade om Jesus, väckte hon stor uppmärksamhet. Radiopratet ifrågasatte Jesus kärleksfullhet, vilket resulterade i sex anmälningar till Granskningsnämnden. Samma år mottog hon Ingemar Hedenius-priset som utdelas av Humanisterna.
Lena Andersson har medverkat i Sverige Radios program Allvarligt talat 2014–2016. 

## Priser och utmärkelser
- 1999 – Bernspriset
- 2005 – Ingemar Hedenius-priset
- 2008 – Sven O. Bergkvist-stipendiet
- 2011 – Årets republikan
- 2012 – Expressens Björn Nilsson-pris för god kulturjournalistik
- 2013 – Augustpriset för Egenmäktigt förfarande
- 2013 – BMF-plaketten för Egenmäktigt förfarande
- 2013 – Guldpennan
- 2013 – Svenska Dagbladets litteraturpris för Egenmäktigt förfarande
- 2014 – Bertil Ohlin-medaljen
- 2014 – Årets författare[27]
- 2014 - Stockholm stads hederspris[28]
- 2016 – Lagercrantzen
- 2018 – Årets kultursvensk[29]